# 히로시마 공항
히로시마 공항(일본어: 広島空港, IATA: HIJ, ICAO: RJOA)은 일본 히로시마현 미하라시에 있는 공항으로 주고쿠 지방 최대 공항으로 손꼽히고 있다.

## 특징
주코쿠 지방 최대 도시인 히로시마시가 중심지로 자리잡고 있지만 히로시마 시내에서 40km 정도 떨어져 있는 산지 중턱을 깎아 만든 탓에 접근성이 현저하게 떨어지는 편에 속하며 이러한 이유로 공항에 접근하는 도로에서 활주로의 유도등이 설치된 큰 구조물을 볼 수 있다. 
그리고 히로시마역을 기준으로 야마구치현의 이와쿠니 비행장과 거리도 비슷하며 심지어 공항 근처를 지나는 철도역조차도 없으며 이용 가능한 교통 수단으로는 히로시마 시내와 후쿠야마시, 미하라시, 다케하라시 등으로 가는 리무진버스가 유일하다.

## 운항 노선

### 국제선
| 항공사               | 목적지                           |
| -------------------- | -------------------------------- |
| 제주항공             | 서울(인천)                       |
| 에어로케이           | 청주 (2025년 6월 20일 취항 예정) |
| 중화항공             | 타이페이(타오위안)               |
| 비엣젯 항공          | 하노이                           |
| 홍콩 익스프레스 항공 | 홍콩(첵랍콕)                     |
| 중국동방항공         | 상하이(푸둥)                     |
| 중국국제항공         | 베이징(수도), 다롄               |

### 국내선
| 항공사        | 목적지                                         |
| ------------- | ---------------------------------------------- |
| 일본항공      | 도쿄(하네다)                                   |
| 전일본공수    | 도쿄(하네다), 오키나와(나하), 삿포로(신치토세) |
| 아이벡스 항공 | 센다이                                         |
| 일본춘추항공  | 도쿄(나리타)                                   |

## 교통

### 리무진버스
- 히로시마역, 히로시마 버스센터, 아스트램 라인 나카스지역
- 후쿠야마역, 미하라역, 다케하라 택시

## 같이 보기
- 아시아나항공 162편 착륙 사고